# 루나 25호

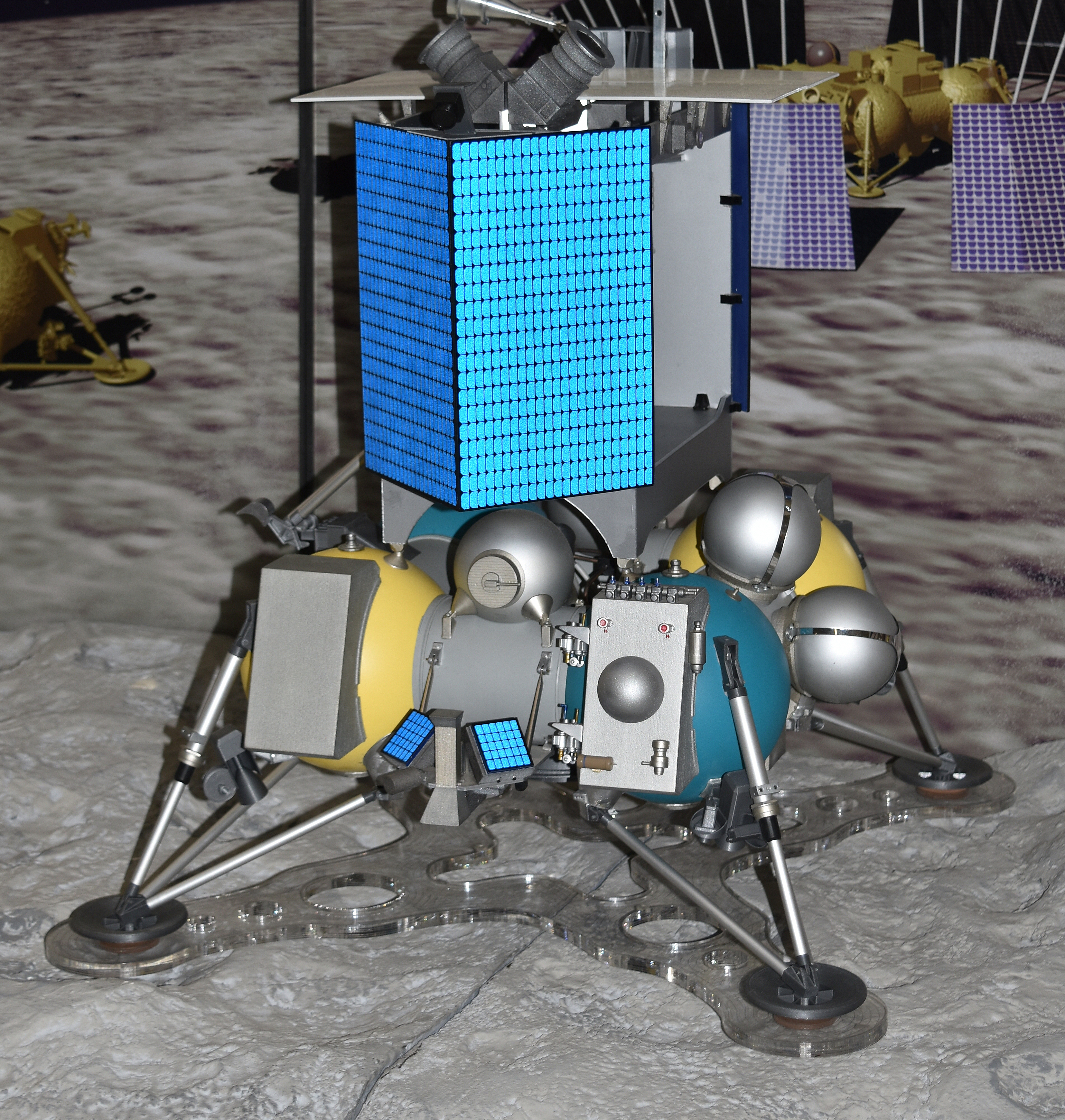

루나 25호(러시아어: Луна-25)는 2023년 8월 로스코스모스가 실시한 실패한 러시아 달 착륙선 임무로, 보구슬라브스키 분화구 부근의 달의 남극 근처에 착륙할 계획이었다.
처음에는 루나 글로브 착륙선(러시아어: Луна-Глоб)이라고 불렸지만, 1970년대 소련의 루나 계획과의 연속성을 강조하기 위해 루나 25로 이름이 바뀌었지만, 루나 글로브 달 탐사 프로그램의 일부이다. 러시아 우주국 로스코스모스가 달에 보낸 최초의 달 착륙선이었고, 달 남극에 착륙한 최초의 착륙선이었을 것이다.
루나 25호 임무는 2023년 8월 10일 23:10 UTC에 러시아 극동 아무르 지역의 보스토치니 우주 기지에서 소유즈-2.1b 로켓 위에 실려 이륙했고, 8월 16일에 달 궤도에 진입했다. 8월 19일 11:57 UTC에 착륙선은 궤도 기동에 실패한 후 달 표면에 추락했다.

## 같이 보기
- 찬드라얀 3호
- SLIM
- 창어 6호
- 달의 물